# Ајсири Каму Сија
Ајсири Каму Сија (фр. Aïcirits-Camou-Suhast) насеље је и општина у југозападној Француској у региону Аквитанија, у департману Атлантски Пиринеји која припада префектури Бајон.
По подацима из 2011. године у општини је живело 650 становника, а густина насељености је износила 67,71 становника/km². Општина се простире на површини од 9,60 km². Налази се на средњој надморској висини од 83 метара (максималној 155 m, а минималној 26 m).

## Демографија
| 1962. | 1968. | 1975. | 1982. | 1990. | 1999. | 2011. |
| ----- | ----- | ----- | ----- | ----- | ----- | ----- |
| 413   | 397   | 564   | 531   | 531   | 559   | 650   |

График промене броја становника у току последњих година